# O Inimitável
O Inimitável é o oitavo álbum do cantor e compositor Roberto Carlos, de 1968.

## Álbum
Primeiro disco lançado após Roberto Carlos deixar o programa Jovem Guarda, da TV Record, "O Inimitável" é considerado o álbum de transição do cantor, embora ainda traga todas as características daquele movimento musical. Nesse álbum, Roberto Carlos usou a influência do Funk e da Tropicália para fazer a transição da Jovem Guarda que é conhecida como pós-Jovem Guarda.  Na época, entendia-se que o título do disco se referia aos cantores que tentavam ''imitá-lo'', como, em particular, o cantor Paulo Sérgio.
Logo na faixa de abertura do LP, com a impactante "E Não Vou Mais Deixar Você Tão Só" (composição de Antônio Marcos), nota-se uma mudança, já que álbuns anteriores tinham canções mais ingênuas como ("Aquele Beijo que te Dei", "É Tempo de Amar" ou "Gosto do Jeitinho dela"). Este era um sinal de mudanças no repertório do músico, que gradualmente mudaria seu gênero, passando a priorizar canções mais maduras e elaboradas, seja entrando de cabeça no soul ou seja canções mais profundas e estridentes como "Se Você Pensa" e "As Curvas da Estrada de Santos" do álbum posterior. Dois grandes sucessos de "O Inimitável" foram as músicas "Eu Te Amo, Te Amo, Te Amo" e "As Canções Que Você Fez Pra Mim" (ambas parcerias com Erasmo Carlos).
"O Inimitável" é também lembrado pelo flerte de Roberto Carlos com o soul e o funk norte-americanos, como em "Se Você Pensa" (com Erasmo Carlos) e "Ciúme de Você" (de Luiz Ayrão) - dois dos maiores hits desse álbum, além da já citada As Canções que Você Fez pra Mim. A faixa "Madrasta" foi a primeira e única canção defendida em festivais pelo cantor a ser incluída em LP e que possui grande complexidade harmônica, difícil de cantar.
Nesse disco Roberto demonstrou grande potencialidade vocal, nos discos anteriores o importante em suas músicas eram o ritmo, neste a melodia aparece em destaque e sua voz está bem colocada e com todo o seu potencial.
O LP foi eleito em uma lista da versão brasilieira da revista Rolling Stone como o 82º melhor disco brasileiro de todos os tempos.

## Faixas
Lado A
| N.º | Título                                                        | Duração |  |
| 1.  | "E Não Vou Mais Deixar Você Tão Só" (Antônio Marcos)          | 3:32    |  |
| 2.  | "Ninguém Vai Tirar Você De Mim" (Hélio Justo / Edson Ribeiro) | 2:57    |  |
| 3.  | "Se Você Pensa" (Roberto Carlos / Erasmo Carlos)              | 2:41    |  |
| 4.  | "É Meu, É Meu, É Meu" (Roberto Carlos / Erasmo Carlos)        | 3:08    |  |
| 5.  | "Quase Fui Lhe Procurar" (Getúlio Côrtes)                     | 3:26    |  |
| 6.  | "Eu Te Amo, Te Amo, Te Amo" (Roberto Carlos / Erasmo Carlos)  | 3:59    |  |

Lado B
| N.º | Título                                                             | Duração |  |
| 1.  | "As Canções Que Você Fez Pra Mim" (Roberto Carlos / Erasmo Carlos) | 3:31    |  |
| 2.  | "Nem Mesmo Você" (Helena dos Santos)                               | 2:39    |  |
| 3.  | "Ciúme de Você" (Luiz Ayrão)                                       | 3:02    |  |
| 4.  | "Não Há Dinheiro Que Pague" (Renato Barros)                        | 2:37    |  |
| 5.  | "O Tempo Vai Apagar" (Getúlio Côrtes / Paulo César Barros)         | 3:37    |  |
| 6.  | "Madrasta" (Beto Ruschel / Renato Teixeira)                        | 4:12    |  |

### Banda
- Roberto Carlos: voz, gaita na faixa 4
- Acompanhamento de membros do Renato e Seus Blue Caps e RC-7
- Participação da Orquestra de Metais e Cordas da CBS
- Lafayette: teclados (órgão hammond, cravo - "os metais nos discos de RC muitas vezes também eram de meu conjunto)

## Tabelas

### Tabelas anuais
| Tabela musical (1969) | Posição |
| --------------------- | ------- |
| Brasil (Nopem)        | 1       |

## Certificações e vendas
| Região                                                       | Certificação | Unidades/vendas |
| ------------------------------------------------------------ | ------------ | --------------- |
| Brasil (PMB)                                                 | Diamante     | 1,000,000‡      |
| ‡vendas+valores de streaming baseados apenas na certificação |              |                 |